# Bezirk Chodorów
Bezirk Chodorów – dawny powiat (Bezirk) kraju koronnego Królestwo Galicji i Lodomerii, funkcjonujący w latach 1854–1867. Siedzibą starostwa było miasteczko Chodorów.

## Historia
Bezirk Chodorów utworzono w ramach reformy uwłaszczeniowej z okresu Wiosny Ludów (1848–1849), która likwidowała jurysdykcję właściciela ziemskiego nad poddanymi. W Galicji, dominium – jako podstawowa jednostka administracyjna i filar systemu feudalnego straciło rację bytu. Konieczne stało się zatem wprowadzenie nowego systemu administracyjnego, którego zręby powstały w latach 1851–1855. Nowy trójstopniowy podział administracyjny objął 21 cyrkułów (niem. Kreise), 179 małych powiatów (niem. Bezirke) i ponad 6000 gmin (niem. Gemeinde).
Bezirk Chodorów objął obszar o wielkości 7,7 mil², zamieszkany przez 27.322 ludzi i podzielony na 55 gmin katastralnych, w tym cztery miasteczka (Brzozdowce, Chodorów, Knihynicze i Strzeliska). Wszedł w skład cyrkułu brzeżańskiego, jako jeden z jego ośmiu powiatów. Na obszarze Bezirk Chodorów znajdowały się dwie eksklawy (gminy Czeremchów i Wierzbica) należące do Bezirk Żurawno w cyrkule stryjskim.
Po nadaniu Galicji autonomii oraz powołaniu samorządu gminnego i powiatowego w 1865 zlikwidowano cyrkuły (Kreise). Dotychczasowe małe powiaty (Bezirke) w liczbie 179, utrzymały się do 1867 roku, kiedy to w następstwie kolejnej reformy administracyjnej (23 stycznia 1867) zostały zastąpione przez 74 większych powiatów. Obszar zniesionego Bezirk Chodorów wszedł wtedy w skład nowych powiatów bóbreckiego i rohatyńskiego (vide podział w tabeli poniżej).

## Podział administracyjny (1854)
| Lp. | Gmina jednostkowa      | Powierzchnia | Ludność | Powiat w 1867 po zniesieniu |
| --- | ---------------------- | ------------ | ------- | --------------------------- |
| 1   | Chodorów (m)           | 5196         | 1763    | bóbrecki                    |
| 2   | Wołczatycze            | 5196         | 260     | bóbrecki                    |
| 3   | Borodczyce             | 565          | 244     | bóbrecki                    |
| 4   | Bukawina               | 994          | 504     | bóbrecki                    |
| 5   | Demidów                | 1997         | 335     | bóbrecki                    |
| 6   | Mołotów                | 1997         | 159     | bóbrecki                    |
| 7   | Dobrowlany             | 921          | 304     | bóbrecki                    |
| 8   | Mołodyńcze             | 1967         | 407     | bóbrecki                    |
| 9   | Nowosielce             | 1669         | 616     | bóbrecki                    |
| 10  | Podliski               | 728          | 215     | bóbrecki                    |
| 11  | Suchrów                | 1798         | 552     | bóbrecki                    |
| 12  | Zagóreczko             | 934          | 376     | bóbrecki                    |
| 13  | Żyrawa                 | 1458         | 467     | bóbrecki                    |
| 14  | Czyżyce                | 780          | 296     | bóbrecki                    |
| 15  | Dziewiętniki           | 2727         | 606     | bóbrecki                    |
| 16  | Juszkowce              | 1095         | 312     | bóbrecki                    |
| 17  | Jatwięgi               | 411          | 323     | bóbrecki                    |
| 18  | Kołohury               | 1076         | 322     | bóbrecki                    |
| 19  | Hołdowice              | 450          | 226     | bóbrecki                    |
| 20  | Hrusiatycze            | 2058         | 555     | bóbrecki                    |
| 21  | Knihynicze (m)         | 1330         | 1389    | rohatyński                  |
| 22  | Oskrzesińce            | 1076         | 453     | rohatyński                  |
| 23  | Wasiuczyn              | 3128         | 713     | rohatyński                  |
| 24  | Laszki Górne           | 2725         | 538     | bóbrecki                    |
| 25  | Laszki Dolne           | 2725         | 391     | bóbrecki                    |
| 26  | Ostrów                 | 2046         | 649     | bóbrecki                    |
| 27  | Horodyszcze Cetnarskie | 967          | 437     | bóbrecki                    |
| 28  | Ottyniowice            | 2924         | 679     | bóbrecki                    |
| 29  | Horodyszcze Królewskie | 1279         | 488     | bóbrecki                    |
| 30  | Psary                  | 2627         | 648     | rohatyński                  |
| 31  | Dehowa                 | 1067         | 455     | rohatyński                  |
| 32  | Doliniany              | 2520         | 757     | rohatyński                  |
| 33  | Pomonięta              | 1347         | 440     | rohatyński                  |
| 34  | Ruda                   | 1336         | 458     | bóbrecki                    |
| 35  | Czartoria              | 1183         | 454     | bóbrecki                    |
| 36  | Podniestrzany          | 976          | 401     | bóbrecki                    |
| 37  | Stańkowce              | 549          | 294     | bóbrecki                    |
| 38  | Zaleśce                | 985          | 311     | bóbrecki                    |
| 39  | Strzeliska (m)         | 1158         | 1650    | bóbrecki                    |
| 40  | Strzeliska Dorf        | 2947         | 360     | bóbrecki                    |
| 41  | Łuczany                | 1057         | 229     | bóbrecki                    |
| 42  | Leszczyn               | 2690         | 505     | bóbrecki                    |
| 43  | Oryszkowce             | 2690         | 179     | bóbrecki                    |
| 44  | Nahorynie              | 2690         | 132     | bóbrecki                    |
| 45  | Zagórze                | 2096         | 440     | rohatyński                  |
| 46  | Brzozdowce (m)         | 3030         | 1606    | bóbrecki                    |
| 47  | Podhorce               | 3030         | 163     | bóbrecki                    |
| 48  | Hranki                 | 3030         | 313     | bóbrecki                    |
| 49  | Kuty                   | 3030         | 184     | bóbrecki                    |
| 50  | Turzanowce             | 829          | 217     | bóbrecki                    |
| 51  | Borynicze              | 2242         | 546     | bóbrecki                    |
| 52  | Drohowycze             | 804          | 292     | bóbrecki                    |
| 53  | Berteszów              | 915          | 382     | bóbrecki                    |
| 54  | Duliby                 | 1958         | 699     | bóbrecki                    |
| 55  | Kniesioło              | 1306         | 628     | bóbrecki                    |

Objaśnienie:
(M) = miasto; (m) = miasteczko